# Municipio de Eldorado (condado de Clay)
El municipio de Eldorado (en inglés: Eldorado Township) es un municipio ubicado en el condado de Clay en el estado estadounidense de Nebraska. En el año 2010 tenía una población de 104 habitantes y una densidad poblacional de 1,12 personas por km².

## Geografía
El municipio de Eldorado se encuentra ubicado en las coordenadas 40°39′5″N 97°59′26″O / 40.65139, -97.99056. Según la Oficina del Censo de los Estados Unidos, el municipio tiene una superficie total de 92.67 km², de la cual 92,39 km² corresponden a tierra firme y (0,3 %) 0,28 km² es agua.

## Demografía
Según el censo de 2010, había 104 personas residiendo en el municipio de Eldorado. La densidad de población era de 1,12 hab./km². De los 104 habitantes, el municipio de Eldorado estaba compuesto por el 96,15 % blancos, el 3,85 % eran de otras razas. Del total de la población el 3,85 % eran hispanos o latinos de cualquier raza.